# Aratiba
Aratiba is een gemeente in de Braziliaanse deelstaat Rio Grande do Sul. De gemeente telt 6.690 inwoners (schatting 2009).

## Aangrenzende gemeenten
De gemeente grenst aan Barão de Cotegipe, Barra do Rio Azul, Erechim, Mariano Moro, Três Arroios, Concórdia (SC) en Itá (SC).

## Galerij

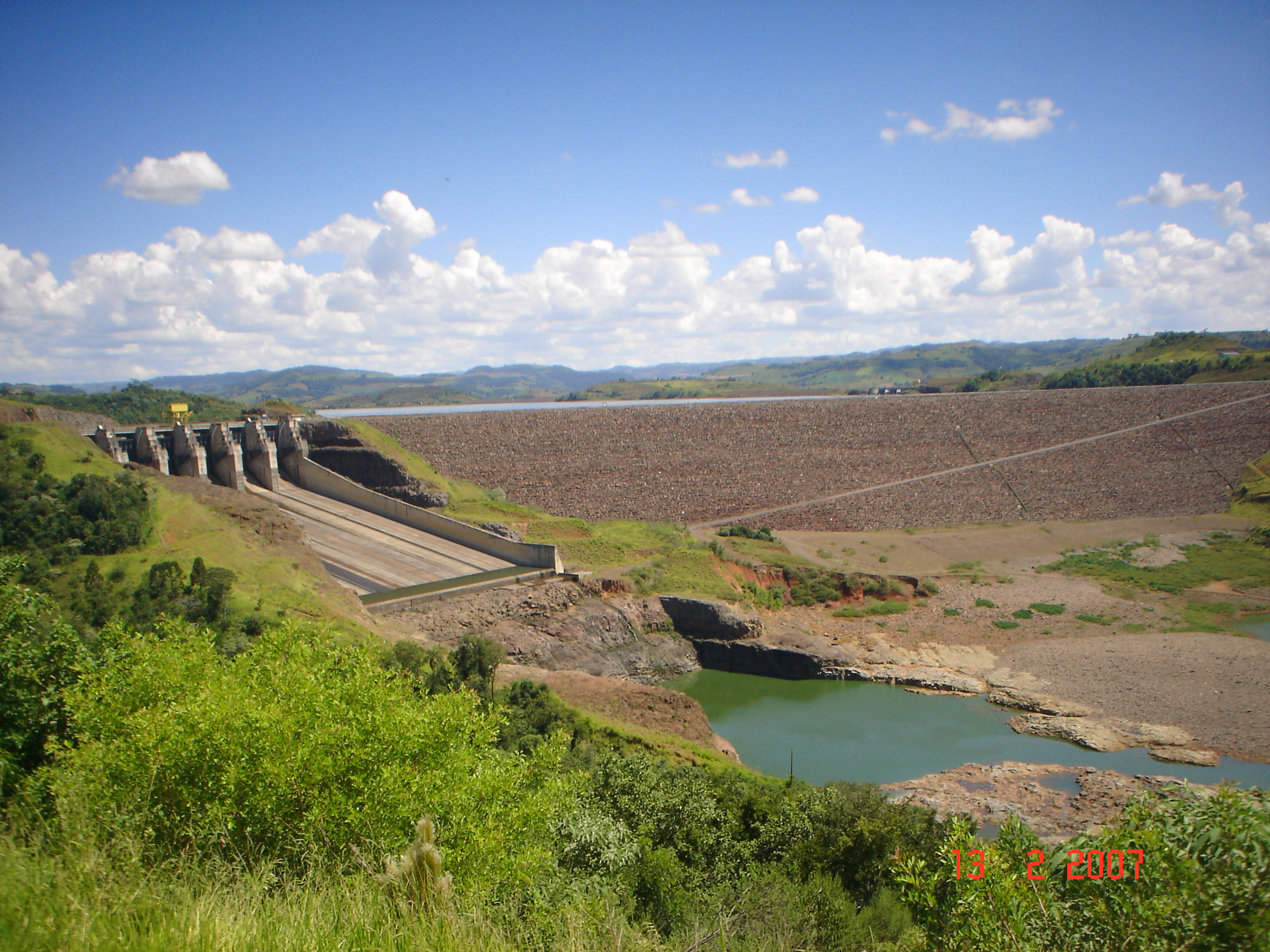
Dam en waterkrachtcentrale van Itá in de rivier de Uruguay in Aratiba
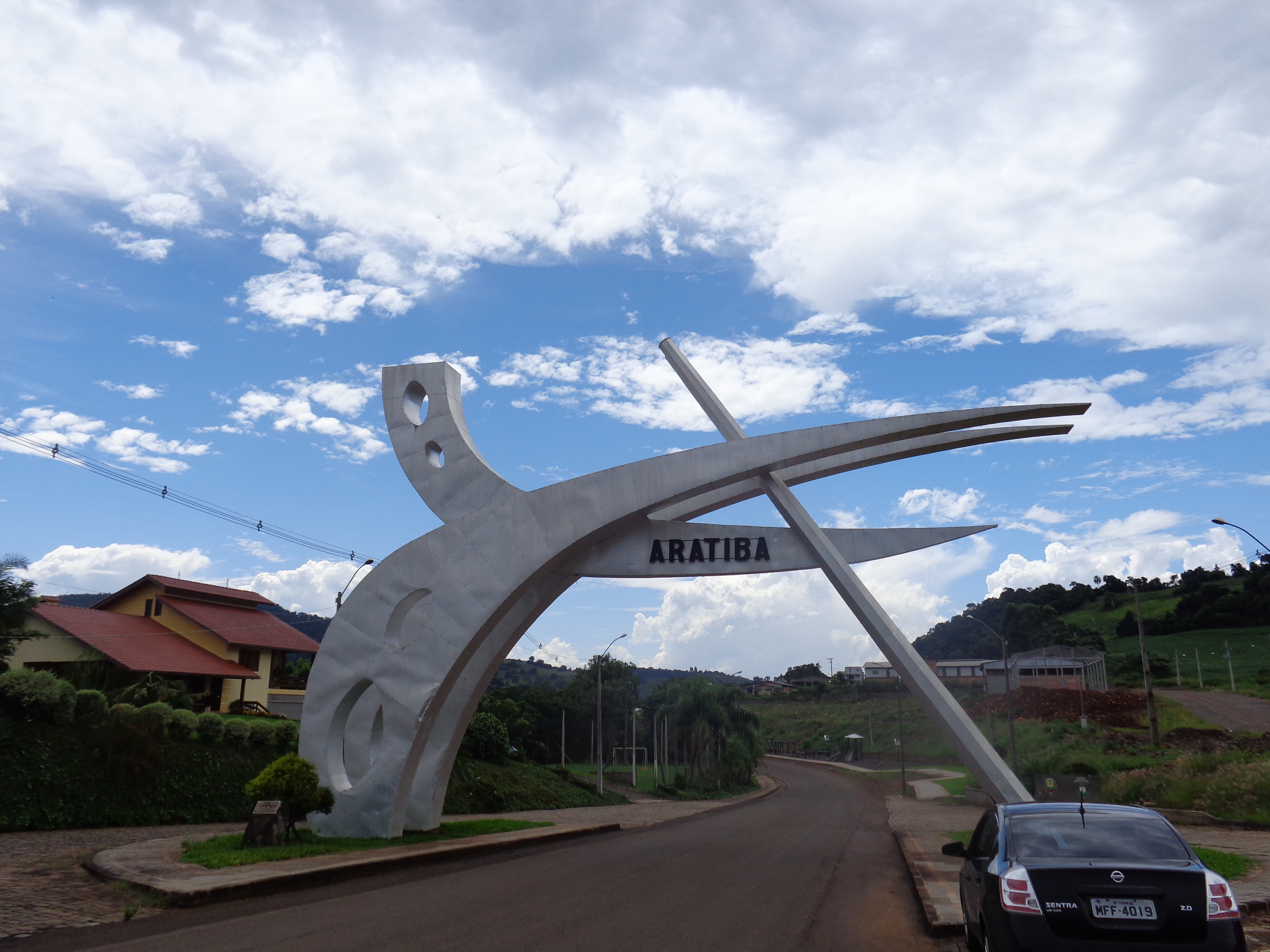
Entree aan de hoofdweg (RS-420) van Aratiba